# Death by Stereo
Death by Stereo é uma banda estadunidense de hardcore punk, formada em 1996 em Condado de Orange, Califórnia. O nome da banda foi retirado de uma fala do personagem interpretado por Corey Haim no filme The Lost Boys, de 1987. Dos membros originais, apenas Efrem Schulz continua tocando com a banda.

## Membros

### Membros actuais
- Efrem Schulz - vocal (desde 1996)
- Tyler Rebbe - baixo (desde 2005)
- Dan Palmer - guitarra (desde 1999)
- Todd Hennig - bateria (desde 2001)

### Membros anteriores
- Tim "Tito" Owens - guitarra (2003-2005)
- Paul Miner - baixo, engenharia e layout (1996-2005)
- Jim Miner - guitarra (1996-2003)
- Tim Bender - bateria (2000-2001)
- Jarrod Alexander - bateria (1996-2000)
- Keith Barney - guitarra (1999)
- Ian Fowles - guitarra (1996-1999)
- Sid Dynamite - baixo (somente uma apresentação, trabalhando também como roadie)